# Geoff Tate
Geoff Tate, właśc. Geoffrey Wayne Tate (ur. 14 stycznia 1959 w Stuttgarcie) – amerykański muzyk i piosenkarz. Popularność zdobył w latach 80., występując w progresywno-metalowym zespole Queensrÿche.

## Kariera
Krótko po tym, jak się urodził, jego rodzina przeniosła się do Tacomy w stanie Waszyngton. Karierę muzyczną rozpoczął w progresywnym zespole Myth, w którym śpiewał i grał na keyboardzie. Do Queensrÿche (wówczas działającego pod nazwą The Mob) dołączył w 1981. Zespół już miał przygotowane pełne demo piosenek, ale jedna pozostała ciągle bez tekstu – The Lady Wore Black była pierwszą piosenką śpiewaną przez niego z Queensrÿche. W 1983 zespół wydał debiutancką płytę Queensrÿche. W 2002 Tate wydał solowy album w Sanctuary Records.
Geoff Tate ma bardzo mocny 4-oktawowy głos, dzięki któremu kwalifikuje się do czołówki najlepszych wokalistów heavymetalowych. W 2006 piosenkarz został sklasyfikowany na 14. miejscu listy 100 najlepszych wokalistów wszech czasów wg „Hit Parader”.

## Życie prywatne
Geoff Tate ma cztery córki o imionach: Miranda, Sabra, Bella i Emily.